# PO'ed
PO'ed è un videogioco sviluppato nel 1995 da Any Channel e pubblicato da Accolade per 3DO. Il videogioco è stato convertito per PlayStation l'anno successivo.

## Trama
Il protagonista è il cuoco Ox che deve sventare una minaccia aliena sull'astronave U.S.S. Pompous.

## Modalità di gioco
Il videogioco consiste in un clone di Doom. Il videogioco presenta tre capitoli che possono essere giocati a tre livelli di difficoltà. Il giocatore deve avanzare attraverso 26 livelli pieni di mostri alieni. Inoltre è disponibile un jet pack per facilitare l'esplorazione del giocatore dei livelli.

## Sviluppo
Lo sviluppo di PO'ed iniziò nell'ottobre 1993, inizialmente come progetto passatempo. Russel Pflughaupt di Any Channel affermò, "Osservammo giochi come Doom, Marathon, e Dark Forces, e prendemmo ciò che sentivamo essere i loro elementi migliori. Ma volevamo distaccarci da quella atmosfera basata sui tunnel di quei giochi, così realizzamo gli ambienti di PO'ed molto ampi, e per nulla stereotipati."
Il team originariamente voleva includere una motocicletta e un carrarmato da far guidare al giocatore in aggiunta al jet pack, ma non si riuscì a trovare il modo per incorporarli nel design dei livelli.